# Lamar Hunt U.S. Open Cup de 2023
A Lamar Hunt U.S. Open Cup de 2023 foi a 108ª edição da US Open Cup. É a mais antiga competição em andamento nos Estados Unidos e será disputada por 100 equipes dentro do sistema de ligas de futebol nos Estados Unidos, incluindo um recorde na era moderna de 72 times professionais.
Os 100 participantes são 26 clubes da Major League Soccer, 24 clubes afiliados na USL Championship, 12 da USL League One, 9 times da NISA, 1 clube da MLS Next Pro, 10 participantes da USL League Two, 8 times da NPSL, 10 times provenientes dos ligas locais amadoras e o atual campeão da National Amateur Cup, o Bavarian United SC.
O Orlando City era o defensor do título, porém foi eliminado na quarta fase do torneio pelo Charlotte FC. O vencedor da competição foi o Houston Dynamo, conquistando-o pela segunda vez após vitória sobre a equipe do Inter Miami, pelo placar de 2–1.

## Calendário
| Fase             | Data do sorteio | Dia das partidas |
| ---------------- | --------------- | ---------------- |
| Primeira Fase    | 3 de fevereiro  | 21–23 de março   |
| Segunda Fase     | 16 de fevereiro | 4–6 de abril     |
| Terceira Fase    | 6 de abril      | 25–26 de abril   |
| Quarta Fase      | 27 de abril     | 9–10 de maio     |
| Oitavas de Final | 11 de maio      | 23–24 de maio    |
| Quartas de Final | 11 de maio      | 6–7 de junho     |
| Semifinais       | 8 de junho      | 23 de agosto     |
| Final            | 8 de junho      | 27 de setembro   |

## Participantes
| Primeira Fase | Primeira Fase | Segunda Fase | Segunda Fase | Terceira Fase | Quarta Fase |
| Open Division | Open Division | Division III | Division II | Division I | Division I |
| USASA 10 times | NPSL/USL2 18 times | USL1/Next Pro/NISA 22 times | USL Championship 24 times | MLS 26 times | MLS 26 times |
| National Amateur Cup - Bavarian United SC Classificados regionais - Beaman United FC (UPSL) - Capo FC (NISAN) - Chicago House AC (MWPL) - Club de Lyon 2 (NISAN) - International San Fracisco SC (SFSFL) - Lansdowne Yonkers (EPSL) - Miami United FC (NSL) - UDA Soccer (UPSL) - West Chester United (UPSL) | NPSL - Appalachian FC - Cleveland SC - Crossfire Redmond - El Farolito - Hartford City FC - Jacksonville Armada U-23 - FC Motown - Tulsa Athletic USL2 - Brazos Valley Cavalry - Des Moines Menace - Lionsbridge FC - Manhattan SC - Nona FC - North Carolina Fusion U23 - Ocean City Nor'easters - Park City Red Wolves - Project 51O - Ventura County Fusion | MLS Next Pro - Rochester New York NISA - Albion San Diego - Flower City Union - Chattanooga FC - Club de Lyon FC - Gold Star FC Detroit - Los Angeles Force - Maryland Bobcats FC - Michigan Stars FC - Savannah Clovers FC USL1 - Central Valley Fuego FC - Charlotte Independence - Chattanooga Red Wolves SC - Forward Madison FC - Greenville Triumph SC - Lexington SC - North Carolina FC - Northern Colorado Hailstorm FC - One Knoxville SC - Richmond Kickers - South Georgia Tormenta FC - Union Omaha | - Birmingham Legion - Charleston Battery - Colorado Springs Switchbacks FC - Detroit City FC - El Paso Locomotive FC - Hartford Athletic - Indy Eleven - Las Vegas Lights FC - Loudoun United FC - Louisville City FC - Memphis 901 FC - Miami FC - Monterey Bay FC - New Mexico United - Oakland Roots SC - Orange County SC - Phoenix Rising FC - Pittsburgh Riverhounds - Rio Grande Valley FC - Sacramento Republic FC - San Antonio FC - San Diego Loyal SC - Tampa Bay Rowdies - FC Tulsa | - Atlanta United - Charlotte FC - Chicago Fire - Colorado Rapids - Cincinnati - Columbus Crew - D.C. United - Houston Dynamo - Inter Miami - Minnesota United - Nashville SC - New England Revolution - Portland Timbers - Real Salt Lake - San José Earthquakes - Seattle Sounders - Sporting Kansas City - St. Louis City SC | - Austin FC - Dallas - Los Angeles Galaxy - Los Angeles FC - New York City - New York Red Bulls - Orlando City - Philadelphia Union |

- Negrito: Times ainda vivos no torneio.

## Primeira Fase
A primeira fase da competição aconteceu nos dias 21 e 23 de março. Com 16 jogos entres os times das divisões USASA (10 times), NPSL (8 times) e USL League Two (10 times). Os times foram pareados de acordo com a distância geográfica.
| Chave | Equipe 1                 | Total      | Equipe 2                       |
| ----- | ------------------------ | ---------- | ------------------------------ |
| P1    | West Chester United SC   | 1–3        | Ocean City Nor'easters         |
| P2    | El Farolito              | 3–0        | International San Francisco SC |
| P3    | Club de Lyon 2           | 0–1        | Nona FC                        |
| P4    | Appalachian FC           | 2–2(3–0 p) | North Carolina Fusion U23      |
| P5    | Manhattan SC             | 2–1        | FC Motown                      |
| P6    | Chicago House AC         | 1–0        | Bavarian United SC             |
| P7    | Beaman United FC         | 0–3        | Des Moines Menace              |
| P8    | Tulsa Athletic           | 1–0        | Brazos Valley Cavalry          |
| P9    | UDA Soccer               | 1–0        | Park City Red Wolves           |
| P10   | Project 51O              | 0–3        | Crossfire Redmond              |
| P11   | Ventura County Fusion    | 1–4        | Capo FC                        |
| P12   | Cleveland SC             | 1–0        | Lionsbridge FC                 |
| P13   | Jacksonville Armada U-23 | 1–1(9–8 p) | Miami United FC                |
| P14   | Hartford City FC         | 1–2        | Lansdowne Yonkers FC           |

## Segunda Fase
A segunda fase da competição aconteceu nos dias 4, 5 e 6 de abril. Com 30 jogos entres os 14 times campeões do primeiro round, o clube da MLS Next Pro, os 9 times da NISA, os 12 clubes USL League One e os 24 times da USL Championship. 
| Chave | Equipe 1                        | Total | Equipe 2                       |
| ----- | ------------------------------- | ----- | ------------------------------ |
| P15   | Miami FC                        | 3–1   | Jacksonville Armada U-23       |
| P16   | Hartford Athletic               | 3–0   | Lansdowne Yonkers FC           |
| P17   | One Knoxville SC                | 1–2   | Memphis 901 FC                 |
| P18   | Charleston Battery              | 4–1   | Savannah Clovers FC            |
| P19   | Detroit City FC                 | 1–0   | Gold Star FC Detroit           |
| P20   | Tampa Bay Rowdies               | 2–0   | Nona FC                        |
| P21   | Flower City Union               | 3–1   | Manhattan SC                   |
| P22   | San Antonio FC                  | 2–1   | Club de Lyon FC                |
| P23   | New Mexico United               | 6–0   | UDA Soccer                     |
| P24   | Oakland Roots SC                | 3–1   | El Farolito                    |
| P25   | Charlotte Independence          | 2–0   | Appalachian FC                 |
| P26   | Indy Eleven                     | 3–1   | Michigan Stars FC              |
| P27   | Pittsburgh Riverhounds          | 1–0   | Rochester New York             |
| P28   | Louisville City FC              | 1–0   | Lexington SC                   |
| P29   | Loudoun United FC               | 2–1   | North Carolina FC              |
| P30   | Maryland Bobcats FC             | 3–2   | Ocean City Nor'easters         |
| P31   | Chattanooga Red Wolves SC       | 1–4   | Birmingham Legion              |
| P32   | South Georgia Tormenta FC       | 2–1   | Rio Grande Valley FC           |
| P33   | Des Moines Menace               | 1–4   | Chattanooga FC                 |
| P34   | Union Omaha                     | 2–0   | El Paso Locomotive FC          |
| P35   | Tulsa Athletic                  | 1–0   | FC Tulsa                       |
| P36   | Colorado Springs Switchbacks FC | 1–3   | Northern Colorado Hailstorm FC |
| P37   | Orange County SC                | 5–0   | Capo FC                        |
| P38   | Sacramento Republic FC          | 5–4   | Crossfire Redmond              |
| P39   | San Diego Loyal SC              | 2–0   | Albion San Diego               |
| P40   | Central Valley Fuego FC         | 1–3   | Monterey Bay FC                |
| P41   | Las Vegas Lights FC             | 4–0   | Los Angeles Force              |
| P42   | Phoenix Rising FC               | 1–0   | Greenville Triumph SC          |
| P43   | Richmond Kickers                | 3–2   | Cleveland SC                   |
| P44   | Forward Madison FC              | 2–3   | Chicago House AC               |

## Terceira Fase
Os campeões da segunda fase, juntamente com os 18 times da MLS que entram nesta fase, serão sorteados em 11 grupos de quatro ou de seis, dependendo da distribuição geográfica dos times restantes no torneio. Todos os times da MLS foram sorteados contra um vencedor da segunda fase e partidas MLS VS. MLS não foram permitidas nessa fase. As 24 partidas serão jogadas nos dias 25 e 26 de abril.

### Grupos
| Atlântico                                                                        | Sudeste                                                                                    | Centro-Oeste | Leste                                                                   | Norte                                                                        | Nordeste                                                                     |
| -------------------------------------------------------------------------------- | ------------------------------------------------------------------------------------------ | --- | ----------------------------------------------------------------------- | ---------------------------------------------------------------------------- | ---------------------------------------------------------------------------- |
| Charleston Battery Charlotte FC Charlotte Independence South Georgia Tormenta FC | Houston Dynamo Inter Miami Miami FC Tampa Bay Rowdies                                      | Sporting Kansas City St. Louis City SC Tulsa Athletic Union Omaha                                                     | D.C. United Maryland Bobcats FC Pittsburgh Riverhounds Richmond Kickers | Chicago Fire Detroit City FC Minnesota United Chicago House AC               | Flower City Union Hartford Athletic Loudoun United FC New England Revolution |
| Centro                                                                           | Sul                                                                                        | Montanhas | Pacífico                                                                | Oeste                                                                        |                                                                              |
| Columbus Crew Cincinnati Indy Eleven Louisville City FC                          | Atlanta United Birmingham Legion Chattanooga FC Memphis 901 FC Nashville SC San Antonio FC | Colorado Rapids Las Vegas Lights FC New Mexico United Northern Colorado Hailstorm FC Phoenix Rising FC Real Salt Lake | Orange County SC Portland Timbers San Diego Loyal SC Seattle Sounders   | Monterey Bay FC Oakland Roots SC Sacramento Republic FC San José Earthquakes |                                                                              |

### Resultados
| Chave | Equipe 1               | Total      | Equipe 2                       |
| ----- | ---------------------- | ---------- | ------------------------------ |
| P45   | Pittsburgh Riverhounds | 2–0        | Maryland Bobcats FC            |
| P46   | Charleston Battery     | 1–0        | Charlotte Independence         |
| P47   | New England Revolution | 2–1        | Hartford Athletic              |
| P48   | Charlotte FC           | 4–1        | South Georgia Tormenta FC      |
| P49   | Detroit City FC        | 1–3        | Minnesota United               |
| P50   | St. Louis City SC      | 5–1        | Union Omaha                    |
| P51   | Sporting Kansas City   | 3–0        | Tulsa Athletic                 |
| P52   | Monterey Bay FC        | 1–0        | San José Earthquakes           |
| P53   | Loudoun United FC      | 5–0        | Flower City Union              |
| P54   | Cincinnati             | 1–0        | Louisville City FC             |
| P55   | Colorado Rapids        | 3–1        | Northern Colorado Hailstorm FC |
| P56   | D.C. United            | 1–0        | Richmond Kickers               |
| P57   | Tampa Bay Rowdies      | 0–1        | Houston Dynamo                 |
| P58   | Miami FC               | 2–2(3–5 p) | Inter Miami                    |
| P59   | Atlanta United         | 1–2        | Memphis 901 FC                 |
| P60   | Columbus Crew          | 1–0        | Indy Eleven                    |
| P61   | Birmingham Legion      | 1–1(4–3 p) | Chattanooga FC                 |
| P62   | Chicago Fire           | 3–0        | Chicago House AC               |
| P63   | Nashville SC           | 1–0        | San Antonio FC                 |
| P64   | New Mexico United      | 2–1        | Phoenix Rising                 |
| P65   | Las Vegas Lights FC    | 1–3        | Real Salt Lake                 |
| P66   | Sacramento Republic FC | 1–0        | Oakland Roots SC               |
| P67   | Seattle Sounders       | 5–4        | San Diego Loyal SC             |
| P68   | Portland Timbers       | 3–1        | Orange County SC               |

## Quarta Fase
Os campeões da terceira fase, juntamente com os 8 times restantes da MLS que entram nesta fase, serão sorteados em 8 grupos de quatro, dependendo da distribuição geográfica dos times restantes no torneio. As 16 partidas serão jogadas entre os dias 8 e 10 de maio.

### Grupos
| Grupo 1                                                         | Grupo 2                                              | Grupo 3                                                             | Grupo 4                                                               | Grupo 5                                                  | Grupo 6                                                                      | Grupo 7                                                  | Grupo 8                                                            |
| --------------------------------------------------------------- | ---------------------------------------------------- | ------------------------------------------------------------------- | --------------------------------------------------------------------- | -------------------------------------------------------- | ---------------------------------------------------------------------------- | -------------------------------------------------------- | ------------------------------------------------------------------ |
| Austin FC Houston Dynamo New Mexico United Sporting Kansas City | Dallas Birmingham Legion Memphis 901 FC Nashville SC | Los Angeles Galaxy Portland Timbers Real Salt Lake Seattle Sounders | Los Angeles FC Colorado Rapids Monterey Bay FC Sacramento Republic FC | New York City Columbus Crew Cincinnati Loudoun United FC | New York Red Bulls D.C. United New England Revolution Pittsburgh Riverhounds | Orlando City Charleston Battery Charlotte FC Inter Miami | Philadelphia Union Chicago Fire Minnesota United St. Louis City SC |

### Resultados
| Chave | Equipe 1               | Total      | Equipe 2               |
| ----- | ---------------------- | ---------- | ---------------------- |
| P69   | Los Angeles Galaxy     | 3–1        | Seattle Sounders       |
| P70   | Inter Miami            | 1–0        | Charleston Battery     |
| P71   | Nashville SC           | 2–0        | Dallas                 |
| P72   | New York Red Bulls     | 1–0        | D.C. United            |
| P73   | New England Revolution | 0–1        | Pittsburgh Riverhounds |
| P74   | Loudoun United FC      | 1–5        | Columbus Crew          |
| P75   | Cincinnati             | 1–0        | New York City          |
| P76   | Charlotte FC           | 1–0        | Orlando City           |
| P77   | Chicago Fire           | 2–1        | St. Louis City SC      |
| P78   | Minnesota United       | 3–3(7–6 p) | Philadelphia Union     |
| P79   | Austin FC              | 2–0        | New Mexico United      |
| P80   | Houston Dynamo         | 1–0        | Sporting Kansas City   |
| P81   | Birmingham Legion      | 3–0        | Memphis 901 FC         |
| P82   | Portland Timbers       | 3–4        | Real Salt Lake         |
| P83   | Sacramento Republic FC | 2–4        | Colorado Rapids        |
| P84   | Monterey Bay FC        | 2–2(4–5 p) | Los Angeles FC         |

## Fase Final

### Sorteio
| Central                                                | Nordeste                                                           | Sudeste                                                 | Oeste                                                            |
| ------------------------------------------------------ | ------------------------------------------------------------------ | ------------------------------------------------------- | ---------------------------------------------------------------- |
| Austin FC Chicago Fire Houston Dynamo Minnesota United | Columbus Crew Cincinnati New York Red Bulls Pittsburgh Riverhounds | Birmingham Legion Charlotte FC Inter Miami Nashville SC | Colorado Rapids Los Angeles Galaxy Los Angeles FC Real Salt Lake |

### Chaveamento
|  | Oitavas de final       | Oitavas de final       |      |                   | Quartas de final | Quartas de final |  |                | Semifinais | Semifinais |  |             | Final | Final |
|  |                        |                        |      |                   |                  |                  |  |                |            |            |  |             |       |       |
|  | New York Red Bulls     | 1(3)                   |      |                   |                  |                  |  |                |            |            |  |             |       |       |
|  | Cincinnati             | 1(5)                   |      |                   |                  |                  |  |                |            |            |  |             |       |       |
|  | Cincinnati             | 1(5)                   |      | Cincinnati        | 3                |                  |  |                |            |            |  |             |       |       |
|  |                        |                        |      | Cincinnati        | 3                |                  |  |                |            |            |  |             |       |       |
|  |                        | Pittsburgh Riverhounds | 1    |                   |                  |                  |  |                |            |            |  |             |       |       |
|  | Pittsburgh Riverhounds | Pittsburgh Riverhounds | 1    | 1                 |                  |                  |  |                |            |            |  |             |       |       |
|  | Pittsburgh Riverhounds |                        |      | 1                 |                  |                  |  |                |            |            |  |             |       |       |
|  | Columbus Crew          | 0                      |      |                   |                  |                  |  |                |            |            |  |             |       |       |
|  | Columbus Crew          | 0                      |      |                   |                  |                  |  | Cincinnati     | 3(4)       |            |  |             |       |       |
|  |                        |                        |      |                   |                  |                  |  | Cincinnati     | 3(4)       |            |  |             |       |       |
|  |                        | Inter Miami            | 3(5) |                   |                  |                  |  |                |            |            |  |             |       |       |
|  | Birmingham Legion      | Inter Miami            | 3(5) | 1                 |                  |                  |  |                |            |            |  |             |       |       |
|  | Birmingham Legion      |                        |      | 1                 |                  |                  |  |                |            |            |  |             |       |       |
|  | Charlotte FC           | 0                      |      |                   |                  |                  |  |                |            |            |  |             |       |       |
|  | Charlotte FC           | 0                      |      | Birmingham Legion | 0                |                  |  |                |            |            |  |             |       |       |
|  |                        |                        |      | Birmingham Legion | 0                |                  |  |                |            |            |  |             |       |       |
|  |                        | Inter Miami            | 1    |                   |                  |                  |  |                |            |            |  |             |       |       |
|  | Inter Miami            | Inter Miami            | 1    | 2                 |                  |                  |  |                |            |            |  |             |       |       |
|  | Inter Miami            |                        |      | 2                 |                  |                  |  |                |            |            |  |             |       |       |
|  | Nashville SC           | 1                      |      |                   |                  |                  |  |                |            |            |  |             |       |       |
|  | Nashville SC           | 1                      |      |                   |                  |                  |  |                |            |            |  | Inter Miami | 1     |       |
|  |                        |                        |      |                   |                  |                  |  |                |            |            |  | Inter Miami | 1     |       |
|  |                        | Houston Dynamo         | 2    |                   |                  |                  |  |                |            |            |  |             |       |       |
|  | Austin FC              | Houston Dynamo         | 2    | 0                 |                  |                  |  |                |            |            |  |             |       |       |
|  | Austin FC              |                        |      | 0                 |                  |                  |  |                |            |            |  |             |       |       |
|  | Chicago Fire           | 2                      |      |                   |                  |                  |  |                |            |            |  |             |       |       |
|  | Chicago Fire           | 2                      |      | Chicago Fire      | 1                |                  |  |                |            |            |  |             |       |       |
|  |                        |                        |      | Chicago Fire      | 1                |                  |  |                |            |            |  |             |       |       |
|  |                        | Houston Dynamo         | 4    |                   |                  |                  |  |                |            |            |  |             |       |       |
|  | Houston Dynamo         | Houston Dynamo         | 4    | 4                 |                  |                  |  |                |            |            |  |             |       |       |
|  | Houston Dynamo         |                        |      | 4                 |                  |                  |  |                |            |            |  |             |       |       |
|  | Minnesota United       | 0                      |      |                   |                  |                  |  |                |            |            |  |             |       |       |
|  | Minnesota United       | 0                      |      |                   |                  |                  |  | Houston Dynamo | 3          |            |  |             |       |       |
|  |                        |                        |      |                   |                  |                  |  | Houston Dynamo | 3          |            |  |             |       |       |
|  |                        | Real Salt Lake         | 1    |                   |                  |                  |  |                |            |            |  |             |       |       |
|  | Colorado Rapids        | Real Salt Lake         | 1    | 0                 |                  |                  |  |                |            |            |  |             |       |       |
|  | Colorado Rapids        |                        |      | 0                 |                  |                  |  |                |            |            |  |             |       |       |
|  | Real Salt Lake         | 1                      |      |                   |                  |                  |  |                |            |            |  |             |       |       |
|  | Real Salt Lake         | 1                      |      | Real Salt Lake    | 3                |                  |  |                |            |            |  |             |       |       |
|  |                        |                        |      | Real Salt Lake    | 3                |                  |  |                |            |            |  |             |       |       |
|  |                        | LA Galaxy              | 2    |                   |                  |                  |  |                |            |            |  |             |       |       |
|  | Los Angeles FC         | LA Galaxy              | 2    | 0                 |                  |                  |  |                |            |            |  |             |       |       |
|  | Los Angeles FC         |                        |      | 0                 |                  |                  |  |                |            |            |  |             |       |       |
|  | LA Galaxy              | 2                      |      |                   |                  |                  |  |                |            |            |  |             |       |       |

O esquema acima é usado somente para uma visualização melhor dos confrontos. Os confrontos das oitavas de final e semifinais foram sorteados.

## Premiação
| Lamar Hunt U.S. Open Cup de 2023    |
| Texas                               |
| ----------------------------------- |
| Houston Dynamo Campeão (2.º título) |